# پل سن لوئیس ری (فیلم ۲۰۰۴)
پل سن لوئیس ری (انگلیسی: The Bridge of San Luis Rey) یک فیلم درام فرانسوی به کارگردانی مری مک‌گاکیان است که در سال ۲۰۰۴ منتشر شد. این فیلم، بازسازیِ یک فیلم قدیمی‌تر به همین نام (محصول ۱۹۲۹) است و پس از انتشار با بازخورد منفی منتقدان مواجه شد.

## خلاصه داستان
این فیلم حول یک پیش‌فرض اساسی می‌چرخد: در نزدیکی لیما، پرو، در ظهر روز جمعه، ۲۰ ژوئیه ۱۷۱۴، پلی که یک قرن پیش توسط اینکاها بافته شده بود، درست در لحظه‌ای که پنج نفر از آن عبور می‌کردند فرو می‌ریزد. این پنج نفر عبارتند از: دونییا ماریا، مارکیز مونتمایر؛ پپیتا، ندیمه او؛ استبان، یک منشی؛ عمو پیو؛ و یک کودک خردسال. فروپاشی پل توسط برادر خونیپر، راهب فرانسیسکنی که قصد عبور از آن را داشت، مشاهده می‌شود.  
برادر خونیپر که کنجکاو است بداند چرا خداوند اجازه چنین فاجعه‌ای را داده، تصمیم می‌گیرد رویکردی علمی به این پرسش داشته باشد. او شروع به مصاحبه با تمام کسانی می‌کند که این پنج قربانی را می‌شناختند. در طول شش سال، او موفق می‌شود کتاب عظیمی گردآوری کند که به این پرسش بنیادین می‌پردازد: آیا زندگی ما بر اساس طرحی از پیش تعیین شده پیش می‌رود، یا چنین طرح کلانی وجود ندارد؟  

## بازیگران
- اف. موری آبراهام
- کتی بیتس
- گابریل بیرن
- جرالدین چاپلین
- رابرت دو نیرو
- امیلی دوکن
- هاروی کایتل
- جیم شریدان
- دومینیک پینان
- جان لینچ
- پیلار لوپس د آیالا